# Георгиевская (Кочубеевский район)
Гео́ргиевская — станица в Кочубеевском районе (муниципальном округе) Ставропольского края России.

## География
Расстояние до краевого центра: 68 км. Расстояние до районного центра: 35 км.

## История
Основана в 1860 году.
См. главу из книги Бочкарёвой З. В. и Котова С. Н. «История городов и сёл Ставрополья»
До 16 марта 2020 года станица была административным центром упразднённого Георгиевского сельсовета.

## Население
| 1882  | 1896  | 1901  | 1916  | 1989  | 2002  | 2010  |
| ----- | ----- | ----- | ----- | ----- | ----- | ----- |
| 622   | ↗1139 | ↗1337 | ↗2439 | ↘1374 | ↘1370 | ↘1245 |
| 2014  | 2021  |       |       |       |       |       |
| ↘1200 | ↘1157 |       |       |       |       |       |

По данным переписи 2002 года в национальной структуре населения преобладают русские (86 %).

## Инфраструктура
На территории Георгиевской находятся культурно-досуговый центр, средняя общеобразовательная школа № 11, воспитательная колония. В 2018 году здесь была открыта первая в Ставропольском крае модульная ветеринарная лечебница.
Уличная сеть станицы насчитывает 6 улиц (Заречная, Молодёжная, Новая, Пограничная, Садовая, Советская) и 8 переулков (Братский, Весёлый, Горный, Октябрьский, Ореховый, Речной, Солдатский, Степной). Вдоль внутрипоселковой автомобильной дороги (от жилого дома № 105 по улице Советской до жилого дома № 41 по улице Садовой) расположено общественное открытое кладбище площадью 12 тыс. м².
В октябре 2012 года станица была полностью газифицировна.

## Памятники
- Бюст героя гражданской войны И. А. Кочубея. 1971 год[17]
- Братская могила, в которой похоронены комиссар Г. А. Попов и его жена А. В. Попова и 17 воинов, погибших за власть советов в годы гражданской войны[18]